# André Cagua
André Cagua (em luganda: Kaggwa; fl. 1855/1886) foi um dos mártires a serem mortos a mando do cabaca Muanga II (r. 1884–1888) do Reino de Buganda, na atual Uganda.

## Vida
André era membro da tribo nioro. Quando jovem, foi capturado e levado escravo por um bando de Ganda que saqueavam na fronteira de Bugangadezi e foi dado de presente ao cabaca Mutesa I (r. 1857–1884) como sua parte do espólio. Se tornou pajem real e sua alegria e bondade o fizeram favorito entre seus colegas. Ainda era pajem quando o explorador Henry Morton Stanley visitou Buganda em 1875. O cabaca deu a Cagua os tambores europeus que recebeu de Stanley para que aprendesse a tocar com Toli, a partir do qual se aproximou do islamismo.

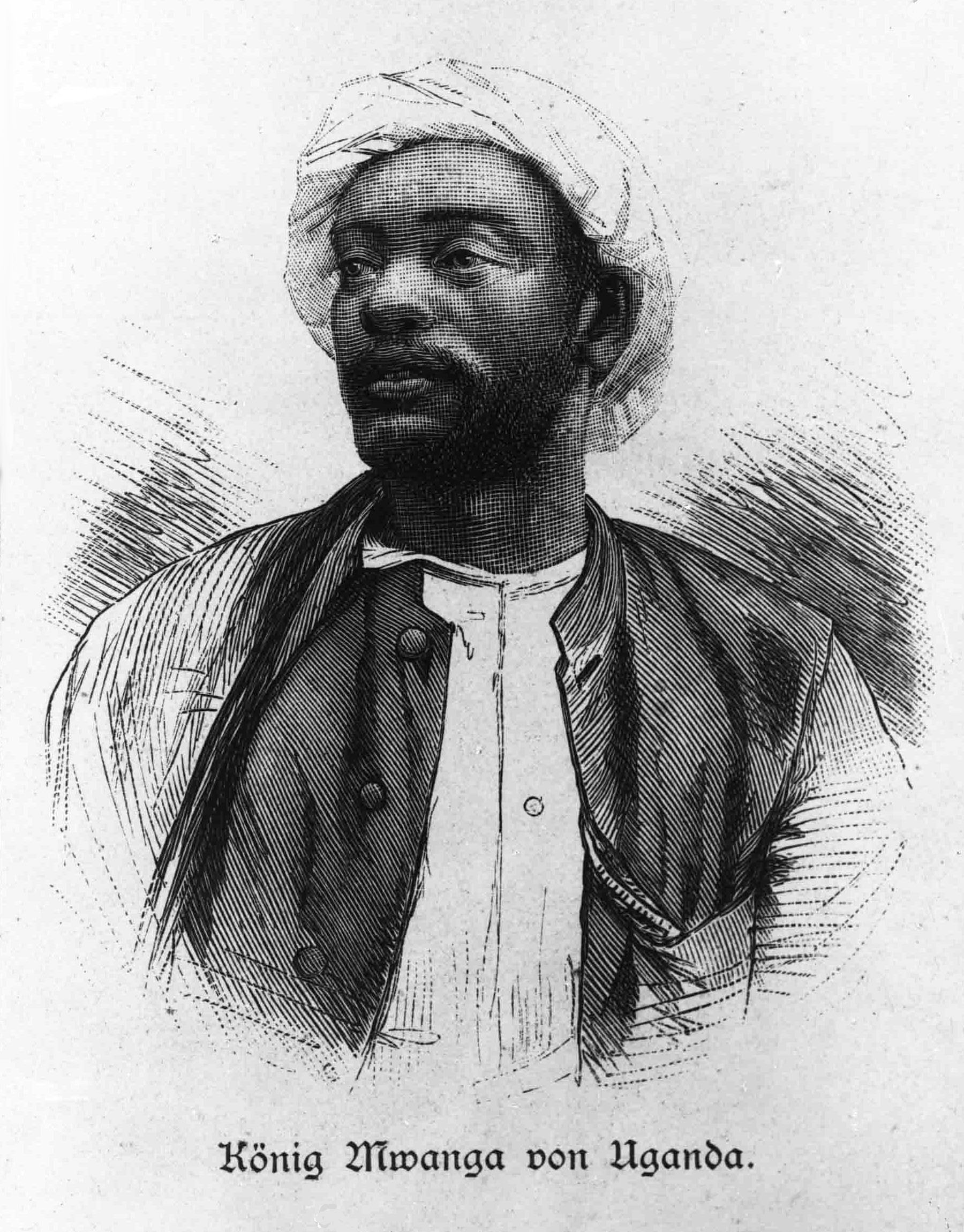
r.

Foi talvez através de Toli que Cagua também se aproximou dos missionários católicos, resultando em sua ingressão no catecumenato em junho de 1880 e na frequentação de aulas bíblicas ministradas pelo missionário anglicano Alexander Mackay. Aos 25 anos, foi nomeado percussionista mestre do rei e era encarregado de outros 15 percussionistas. Pouco depois, tornou-se diretor da banda e encarregado de todos os músicos da corte, incluindo os corneteiros e tocadores de pratos. Foi-lhe dado um pedaço de terra em Natete, não muito longe da capital, onde construiu uma casa, na qual depois do seu casamento viveu com a sua esposa Clara Batude. Foi batizado em 30 de abril de 1882. Dois anos mais tarde, a peste atingiu a capital e Cagua cuidava dos moribundos e catecúmenos abandonados.
Com a fuga missionários católicos, instruiu, batizou (por exemplo Jaime Buzabaliauo) e enterrou os mortos. Mutesa morreu em outubro de 1884 e foi sucedido por Muanga II (r. 1884–1888), com quem muitos servos reais tinham relação íntima desde quando era príncipe, como era o caso de Cagua, que não só foi nomeado o chefe da banda, mas recebeu título de Mugoua, com autoridade sob toda a milícia da qual os membros da banda eram recrutados; o nome estava ligado à única banda de tipo europeu no leste da África e que pertencia ao sultão de Zanzibar e era formada por músicos de Goa, na Índia. Ainda recebeu terra próximo do monte Quiuatule, que se chamou Quigoua, e se tornou um dos favoritos do cabaca, o seguindo em caçadas e expedições de navegação.
Quando perseguição aos cristão eclodiu em 25 de maio de 1886, Muanga estava em Munionio, onde sentenciou à morte Carlos Luanga e vários pajens. No dia seguinte, o chanceler Mucassa lembrou-o que Cagua ainda estava livre, mas o cabaca respondeu que não podia se dar ao luxo de perder seu percursionista. Com isso, Mucassa respondeu que era Cagua o principal difusor do cristianismo aos pajens reais e outros servos e ameaçou entrar em greve de fome até que pudesse matá-lo. Muanga acatou, mas sentiu-se envergonhado de anunciar pessoalmente a sentença.
Mensageiros foram informá-lo da sentença, no entanto Cagua já estava ciente e havia se preparado, recebendo a Eucaristia durante a manhã e voltando a seu posto em Munionio. Os emissários exigiram que entregasse os cristãos de sua casa, todavia respondeu que era o único. Ao chegar à casa de Mucassa, foi interrogado e severamente repreendido por ter ensinado o catecismo, inclusivo aos seus filhos, e ordenou: "Levem-no daqui e matem-no. Tragam-me um braço dele para provar que vocês executaram o trabalho. Não comerei até que o veja". Os executores tentaram retardar a execução, esperando a intervenção real, contudo Cagua lhes pediu que o matassem logo e levassem o braço. Testemunhas do martírio disseram que vestia um manto de fibras vegetais sobre uma vestimenta branca e que segurava um livro em sua mão. Teria pedido para que não fosse deixado nu, o que foi atendido. Diz-se que as únicas palavras que exclamou foram "Meu Deus" e então foi abatido. Seu corpo foi desmembrado e os cristãos enterraram os restos no local onde morreu, que não fica longe do moderno Seminário Católico Superior de Gegaba. Por muitos anos, uma placa de cimento e uma cruz marcaram o ponto, mas depois foram substituídas por uma igreja. Cogua foi beatificado em 1920 pelo papa Bento XV e canonizado pelo papa Paulo VI em 1964.